# Mareike Fallwickl

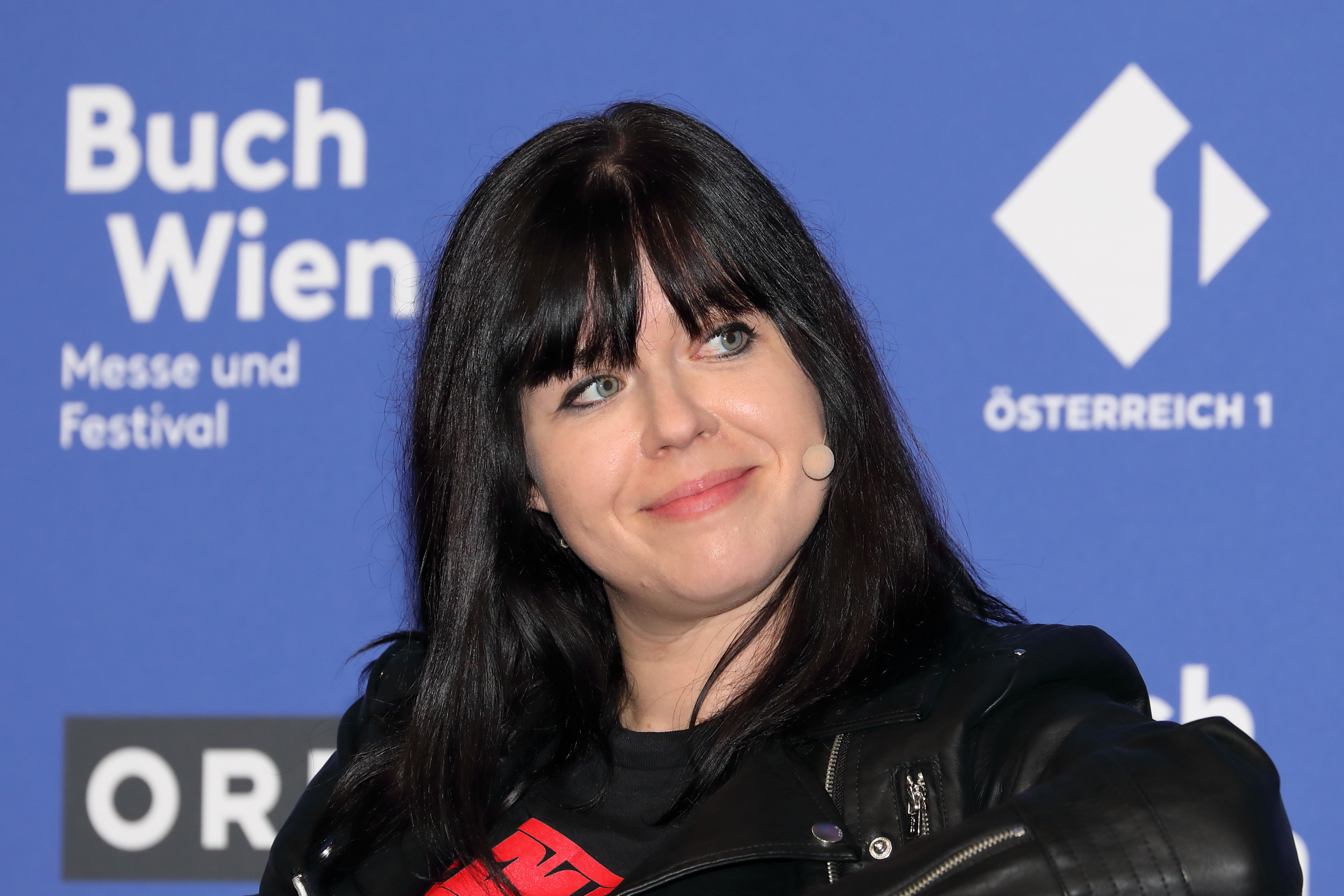
Mareike Fallwickl auf der Buch Wien 2022

Mareike Fallwickl, auch Mareike Fallwickl-Glavnik (* 1983 in Hallein), ist eine österreichische Autorin.

## Leben
Mareike Fallwickl studierte von 2001 bis 2005 allgemeine und historisch-vergleichende Sprachwissenschaft in Salzburg. Anschließend besuchte sie bis 2007 ein Textcollege in München. Seit 2009 betreibt sie einen Literaturblog. Bis 2010 war sie als Korrektorin bei den Salzburger Nachrichten und bis 2015 als Texterin für das Ideenwerk tätig. Seit Mai 2016 schreibt sie für das Salzburger Fenster die Kolumne Zuckergoscherl.
Fallwickl ist Mitgründerin des PEN Berlin. 2024 wurde sie unter anderem neben Raphaela Edelbauer Jurymitglied des FM4-Kurzgeschichtenwettbewerb Wortlaut.
Sie lebt mit ihren beiden Kindern in Hof bei Salzburg.

## Werk
Im Jahr 2012 veröffentlichte Fallwickl im Schwarzkopf & Schwarzkopf Verlag in der Frauenerotikreihe ANAIS den Roman Auf Touren. Ihr zweiter Roman Dunkelgrün fast schwarz gelangte im März 2018 auf Platz acht der ORF-Bestenliste und wurde auf der aus zehn Titeln bestehenden Longlist des Österreichischen Buchpreises 2018 gelistet.
Im September 2019 erschien Fallwickls dritter Roman Das Licht ist hier viel heller, ebenso wie der Vorgänger in der Frankfurter Verlagsanstalt. Vier Jahre vor Benjamin von Stuckrad-Barres 2023 erschienenem Roman Noch wach?, der in der Literaturkritik als erster Roman zum Thema MeToo gedeutet wurde, beschäftigte sich Fallwickls 2017 verfasstes Buch bereits mit dem Thema.
Ihr 2022 veröffentlichter Roman Die Wut, die bleibt wurde als Theaterstück adaptiert und im August 2023 bei den Salzburger Festspielen am Landestheater Salzburg uraufgeführt. Der Roman gelangte 2023 auf die Shortlist des BücherFrauen-Literaturpreises.
In Fallwickls Roman Und alle so still (2024) veranschaulicht sie das Thema der weiblichen Verfügbarkeit, auf der das Patriarchat beruht. Durch die Figur Elin, eine Influencerin, Ruth, eine Pflegekraft, und Nuri, einen Schulabbrecher mit Migrationshintergrund, zeigt sie die Erschöpfung von Frauen auf, die sich plötzlich aus der Pflichterfüllung zurückziehen und nicht mehr für Kinder, Küche und Kranke sorgen. Der Roman beschreibt diesen Rückzug als einen „ultimativen Streik“, eine Geste der Erschöpfung statt politischer Forderungen, der zu einem Zusammenbruch der gesellschaftlichen Strukturen führt. Zudem werden gesellschaftliche Probleme wie Privatisierung des Gesundheitswesens und sexualisierte Gewalt betrachtet und die enge Verknüpfung von Weiblichkeit und Sorgearbeit hinterfragt.
Am 9. November 2024 gab Michael Lindner seinen Rückzug aus der Politik bekannt. Das Buch Die Wut, die bleibt von Mareike Fallwickl habe einen Nachdenkprozess bei ihm in Gang gesetzt, der zu dem Schritt geführt habe.
Im April 2025 wurde ihr Monolog Elisabeth! über Elisabeth von Österreich-Ungarn mit Stefanie Reinsperger am Burgtheater uraufgeführt. Im selben Jahr veröffentlichte sie mit Liebe Jorinde oder Warum wir einen neuen Feminismus des Miteinanders brauchen ihr erstes Sachbuch.

## Publikationen (Auswahl)

### Romane
- Auf Touren. Reihe: Anais. Band 30. Schwarzkopf & Schwarzkopf Verlag, Berlin 2012, ISBN 978-3-86265-188-7.
- Dunkelgrün fast schwarz. Frankfurter Verlagsanstalt, Frankfurt am Main 2018, ISBN 978-3-627-00248-0.
- Das Licht ist hier viel heller. Frankfurter Verlagsanstalt, Frankfurt am Main 2021, ISBN 978-3-627-00264-0.
- Die Wut, die bleibt. Rowohlt Verlag, Hamburg 2022, ISBN 978-3-498-00296-1.
- Und alle so still. Rowohlt Verlag, Hamburg 2024, ISBN 978-3-498-00298-5.[21]

### Anthologien
- mit Florian Valerius und Franziska Misselwitz (Hrsg.): Leseglück: 99 Bücher, die gute Laune machen. arsEdition, München 2019, ISBN 978-3-8458-3187-9.

### Beiträge in Zeitschriften und Anthologien
- Tamina Blue. Kurzgeschichte, DAS GRAMM #4, 2021.
- Aber was ist mit den Männern. In: Bettina Schulte (Hrsg.): Heute ist ein guter Tag, das Patriarchat abzuschaffen. Hirzel Verlag, Stuttgart 2024, ISBN 978-3-7776-3475-3, S. 147–170.

### Andere
- Liebe Jorinde oder Warum wir einen neuen Feminismus des Miteinanders brauchen, Kjona Verlag, München 2025, ISBN 978-3-910372-42-9.[19]

## Auszeichnungen und Nominierungen
- 2018: Longlist des Österreichischen Buchpreises mit Dunkelgrün fast schwarz[9]
- 2025: Nominierung für den BücherFrauen-Literaturpreis mit Und alle so still (Shortlist)[22][23]
- 2025: Longlist des Phantastik-Preises der Stadt Wetzlar mit Und alle so still[24]